# Pneumatopteris
Pneumatopteris, rod papratnica iz porodice Thelypteridaceae, dio reda osladolike. Na popisu je 32 vrste, ali znatan broj vrsta  treba prebaciti u druge rodove.
Pneumatopteris pennigera prebačena je u monotipski rod Pakau, sinonim za Pakau pennigera.

## Vrste
1. Pneumatopteris aberrans Holttum
2. Pneumatopteris auctipinna Holttum
3. Pneumatopteris brooksii (Copel.) Holttum
4. Pneumatopteris callosa Nakai
5. Pneumatopteris cheesmaniae Holttum
6. Pneumatopteris comorensis Holttum
7. Pneumatopteris dicranogramma (Alderw.) Holttum
8. Pneumatopteris dilatata Holttum
9. Pneumatopteris eburnea Holttum
10. Pneumatopteris egenolfioides Holttum
11. Pneumatopteris florencei (A.R.Sm. & Lorence) A.R.Sm. & Lorence
12. Pneumatopteris glabra (Copel.) Holttum
13. Pneumatopteris glandulifera (Brack.) Holttum
14. Pneumatopteris humbertii Holttum
15. Pneumatopteris japenensis Holttum
16. Pneumatopteris latisquamata Holttum
17. Pneumatopteris lawakii Holttum
18. Pneumatopteris lithophila Holttum
19. Pneumatopteris mesocarpa (Copel.) Holttum
20. Pneumatopteris microauriculata Holttum
21. Pneumatopteris nephrolepioides (C. Chr.) Holttum
22. Pneumatopteris parksii (Ballard) Holttum
23. Pneumatopteris patentipinna Holttum
24. Pneumatopteris prismatica (Desv.) Holttum
25. Pneumatopteris sibelana Holttum
26. Pneumatopteris stokesii (E.D.Br. ex E.D.Br. & F.Br.) Holttum
27. Pneumatopteris sumbawensis (C. Chr.) Holttum
28. Pneumatopteris tobaica Holttum
29. Pneumatopteris transversaria (Brack.) Holttum
30. Pneumatopteris usambarensis Holttum
31. Pneumatopteris venulosa (Hook.) Holttum
32. Pneumatopteris versteeghii Holttum